# 1,4-cyclohexaandiol
1,4-cyclohexaandiol is een diol met als brutoformule C6H12O2. Het is een van de drie structuurisomeren van cyclohexaandiol. Het kan voorkomen in de cis- of trans--stereo-isomere vorm of als racemisch mengsel. Het CAS-nummer van cis-1,4-cyclohexaandiol is 931-71-5, dat van trans-1,4-cyclohexaandiol is 6995-79-5.

## Synthese
1,4-cyclohexaandiol als mengsel van cis- en trans-isomeren kan geproduceerd worden door de katalytische hydrogenering van hydrochinon met katalysatoren op basis van rodium of nikkel.

## Toepassingen
1,4-cyclohexaandiol kan worden gebruikt in de productie van polyesters en polyurethanen, of voor de bereiding van andere verbindingen.
Dehydratie levert, naargelang de reactieomstandigheden, 4-hydroxycyclohexeen; een mengsel van 1,3- en 1,4-cyclohexadieen; of 1,4-cyclohexeenoxide (1,4-epoxycyclohexaan).
De aminering van 1,4-cyclohexaandiol in superkritisch ammoniak met een kobaltkatalysator levert 4-aminocyclohexanol en 1,4-diaminocyclohexaan.

## Biomonitoring
Blootstelling door inhalatie van de solventen cyclohexaan, cyclohexanon of cyclohexanol leidt tot de afscheiding van cyclohexanol en 1,2- en 1,4-cyclohexaandiol in de urine. De analyse van cyclohexaandiolen in urinestalen genomen op het einde van een werkdag kan men gebruiken om de beroepsmatige blootstelling aan cyclohexaan, cyclohexanon en cyclohexanol op te volgen.